# Soubès
Soubès è un comune francese di 895 abitanti situato nel dipartimento dell'Hérault nella regione dell'Occitania.
È attraversato dal fiume Brèze.

## Società

### Evoluzione demografica
Abitanti censiti